# Marek Emiliusz Skaurus (pretor 56 p.n.e.)
Marcus Aemilius Scaurus – rzymski polityk w I wieku p.n.e., syn patrycjuszowskiego wybitnego polityka rzymskiego, Marka Emiliusza Skaura i jego drugiej żony Cecylii Metelli Dalmatyki. Cecylia poślubiła potem Sullę i Marek stał się pasierbem sławnego dyktatora.

## Życiorys
Skaurus stracił ojca, gdy był jeszcze bardzo młody i opiekę nad jego edukacją sprawowali przyjaciele rodziny. Mężem jego siostry Emilli Skaury był Gnejusz Pompejusz Wielki i mimo jej śmierci wkrótce po ślubie, Pompejusz nadal wspierał młodego Marka Emiliusza.
W czasie trzeciej wojny z Mitrydatesem służył pod Pompejuszem jako kwestor. W tym czasie w Judei wybuchła wojna między braćmi, królem Arystobulem i arcykapłanem Hirkanem. Arystobulos został oblężony w Jerozolimie przez króla Nabatejczyków Aretasa III. Proszony o interwencję Pompejusz wysłał tam Skaura z zadaniem mediacji. Emiliusz opowiedział się za Arystobulem i zmusił w 64 p.n.e. Aretasa do wycofania się. Został później oskarżony przed Pompejuszem o wzięcie od Arystobula ogromnej łapówki w wysokości 1000 talentów. Chociaż Pompejusz po przybyciu do Jerozolimy zmienił decyzję Skaura i osadził na tronie ponownie Hirkana, nie pozbawił szwagra dowództwa i ten pozostał w Syrii do 59 p.n.e. mając pod sobą dwa legiony. Już po wyjeździe Pompejusza do Rzymu w 62 p.n.e. Skaurus wywołał wojnę z Królestwem Nabatejczyków i obległ jego stolicę Petrę. Oblężenie zostało zwinięte, gdy otrzymał łapówkę w wysokości 300 talentów. W 58 p.n.e. Emiliusz sprawował wraz z Publiuszem Plautiuszem Hypseuszem edylat. Zorganizowane przez nich wówczas igrzyska zostały na długo zapamiętane z powodu ekstrawagancji. Skaurus został pretorem w 56 p.n.e. i namiestnikiem Sardynii w roku następnym w randze propretora. Zyskał poparcie I triumwiratu jako kandydat na konsula w roku 54 p.n.e., ale został oskarżony o nadużycia w prowincji. Obrony podjęli się najsławniejsi mówcy tego czasu Cyceron i Hortensjusz Hortalus. Był to jeden z najsłynniejszych procesów okresu republiki. Mimo oczywistej winy Skaurus został oczyszczony z zarzutów. W roku 53 p.n.e. został ponownie oskarżony, tym razem o przekupstwo i uznany za winnego musiał pójść na wygnanie.
Jego żoną była Mucja Tercja, wcześniej żona Pompejusza, z którą miał syna Marka Emiliusza Skaurusa.